# Палаццо ди Кансиньорио
Палаццо ди Кансиньорио (Дворец Кансиньорио) или Палаццо дель Капитанио — историческое здание на площади Синьории в Вероне, принадлежавшее сеньору Вероны Кансиньорио делла Скала, а позднее на протяжении четырех столетий бывшее резиденцией капитана (представителя венецианского правительства). Также известно, как Палаццо дель Трибунале (Дворец правосудия), поскольку оно был резиденцией судебных офисов в XIX—XX веках.

## История

### Постройки до строительства дворца
Территория дворца была предметом археологических раскопок в 1980-х годах, которые выявили сложную историю эволюции строений на месте дворца и развития окружающей застройки. На основе раскопок подземной исторической инфраструктуры был создан отдельный туристический маршрут.
Первые поселения относятся к римской эпохе: раскопки выявили фундаменты и остатки нижних этажей нескольких строений, датируемых периодом между I и V веками. Последнее по времени строительства строение, вероятно, представляло собой жилой дом (которому, среди прочего, принадлежала ценная напольная мозаика), который был разрушен из-за сильного пожара, произошедшего, скорее всего, во время лангобардского нашествия.

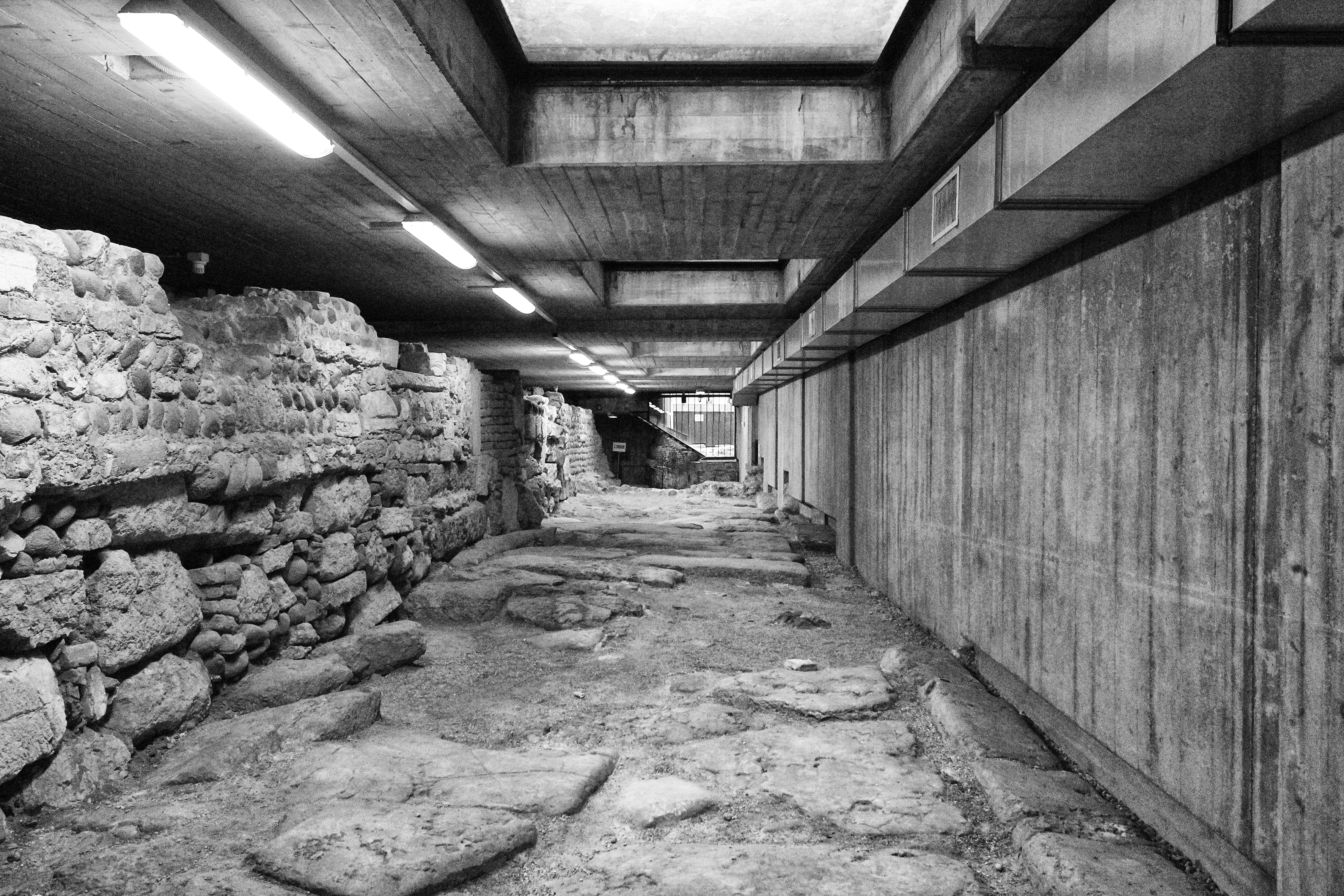
Остатки римской дороги, расположенной в Скави Скалигерах.

К раннему средневековью в этом районе относятся захоронения и новые каменные или деревянные здания, при строительстве которых использовались блоки, оставшиеся от римских домов, при этом над римскими мозаичными полами были обнаружены более примитивные глиняные и плиточные полы. Найденные захоронения связаны с построенной около 745 года часовней Санта-Мария-Антика с прилегающим женским монастырем. Позднее в эпоху Каролингов её перенесли в одноименную церковь Санта-Мария-Антика.
Между 1150 и 1200 годами на месте современного здания, помимо кладбища, существовала небольшая рыночная площадь, ограниченная портиком (были обнаружены основания колонн), а также два строения — дом и мастерская кузнеца по железу и бронзе. В северной части недалеко от Санта-Мария-Антика стоял дом-башня, принадлежавший кому-то из лангобардской знати.

### Дом семьи Скалигеров
Примерно в середине XIII века в Вероне поселились члены семьи Скалигеров, в том числе Онгарелло II, Бонифачо и Алеардо. В 1277 году впервые упоминается резиденция Альберто делла Скала (подаренная ему старшим братом Мастино), который первым начал строительство на месте будущего дваорца.
Выделяющаяся на площади Синьории высокая башня, построена, вероятно, по приказу Альберто или Мастино и является самой старой частью дворца и до сих пор во многом сохраняет свой первоначальный вид. Она имеет высоту пять этажей и заканчивается верхней террасой, окруженной зубцами. Для каждого уровня характерна пара окон с двухцветными архивольтами, хотя окна первого и второго этажей изначально отличались от верхних и были унифицированы с остальными в конце XIX века.
Кансиньорио делла Скала в 1364 году заново заложил дворец, придав ему существующую планировку. Дворец был организован как укрепленный замок, все постройки которого были соединены между собой, в центре комплекса находился закрытый двор. Своей конструкцией дворец был аналогичен соседнему Палаццо делла Раджоне. В задней части комплекса находился обширный броло (огород), который занимал территорию нынешнеё Пьяцца Индипенденца и был защищен высокой стеной.

### Последующие преобразования

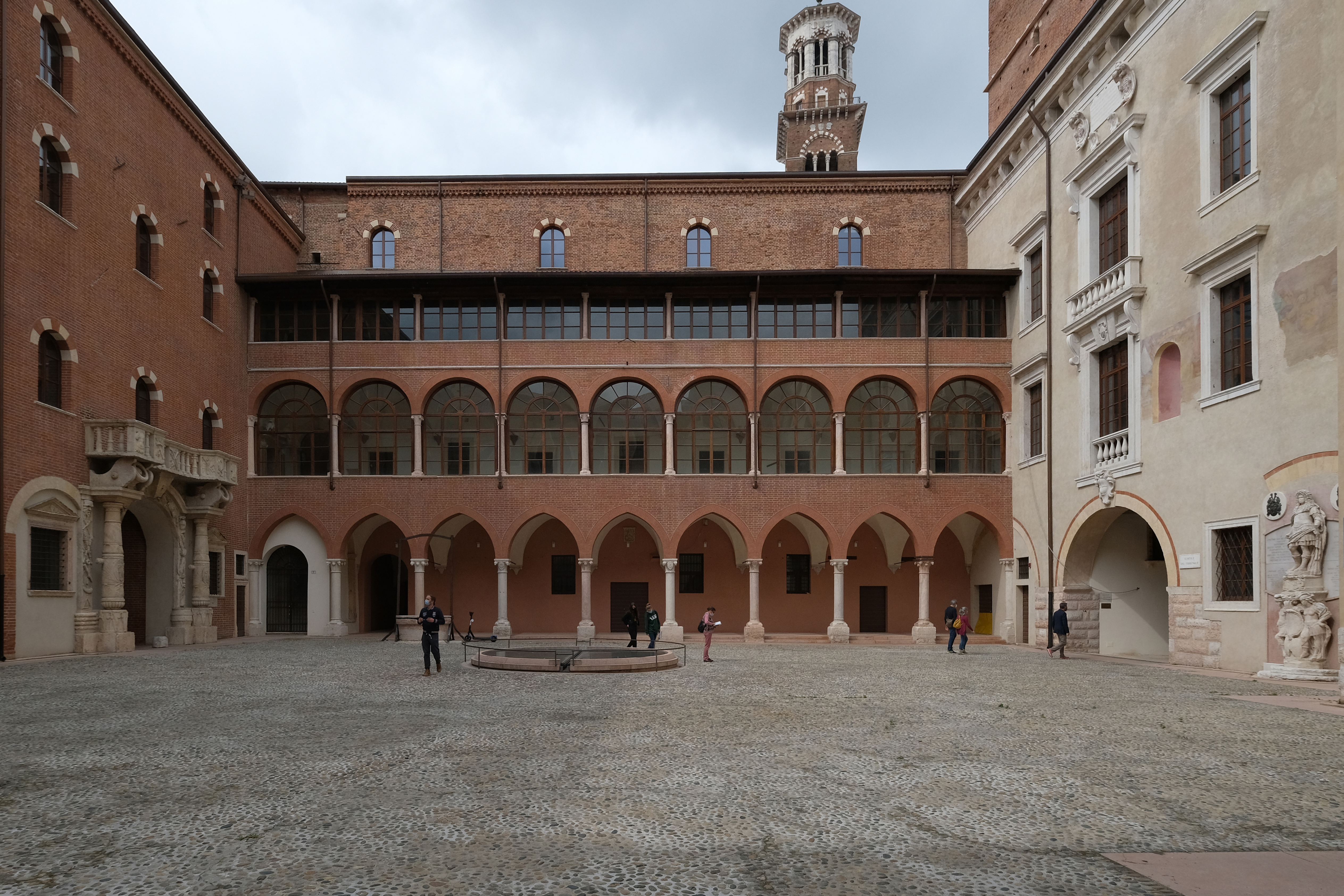
Ложа 1476 года.

После подчинения Вероны Венеции в 1405 году, дворец стал резиденцией венецианского капитана. В течение следующих столетий дворец подвергался многочисленным модификациям, чтобы приспособить его к новым функциям. Среди наиболее важных — строительство большой лоджии во внутреннем дворе, приписываемой Пьетро да Порлецца и завершенной в 1476 году, а также преобразование части крыла с видом на площадь Синьории в стиле ренессанс и украшенного порталом известного архитектора Микеле Санмикели в 1531—1533 годах.
Начиная с конца XIX века дворец использовался как резиденция судебных учреждений, что также повлекло преобразования, но более скромного характера.